# 淀五郎
淀五郎（よどごろう）は古典落語の演目の一つ。江戸時代の歌舞伎の世界を背景に、芸に生きる役者の哀歓を描いた名作。六代目三遊亭圓生の十八番だった。近年は上方落語の落語家も舞台を大坂に移して演じることがある。

## あらすじ
初日を前に『仮名手本忠臣蔵』の塩冶判官の役者が急病で出られなくなった。座頭の市川團蔵は、前から見込みがあると目をつけていた若手の澤村淀五郎を抜擢する。
淀五郎はここぞと張り切るが、演技が過剰になって上手くいかない。肝心の四段目「判官切腹の場」になると、大星由良助役の團蔵は舞台に出ないで七三で平伏したまま。そんなことが何日も続き、評判が悪くなる。
皮肉屋の團蔵ならではの叱咤激励なのだが、淀五郎には解らない。「親方、どのように判官を務めたらよろしゅうございますか」と團蔵に訊くが、「お前は役者だろ。そんなことも解らない？　本当に腹を切れ。お前みてえな下手な役者は腹を切って死んじまえ」とやりこまれる。
思い余った淀五郎は、舞台で本当に腹を切ろう、その前に憎い團蔵を殺してしまおうと心に決め、世話になった初代中村仲蔵のもとに暇乞いに行く。しかし様子を察した仲蔵に「お前さんは、三河屋の気持ちが分からないのかい」「名人の團蔵だ。自分が演って見せたいけど、おまえに見どころがあるからそれとなく諭してくれるんだ」「良薬口に苦し。ああいう人が人の為になるんだ」と諭され、判官切腹の正しい務め方まで教えてくれる。喜んで淀五郎は徹夜で稽古する。
その甲斐あって、翌日、淀五郎は見違える様に上達していた。團蔵も「大したもんだ。富士のお山は一晩で出来たっていうが、あの野郎、一晩で判官を作りやがった」と感心し、舞台まで出て淀五郎の判官の傍で平伏する。それに気づいた淀五郎「ウム、待ちかねた。」

## 忠臣蔵と落語
オチの「ウム、待ちかねた」は、なかなか舞台まで出てきてくれない團蔵を待ちかねていた淀五郎の口から漏れた言葉だが、これは『仮名手本忠臣蔵』で判官と由良助が交わした最後の言葉、「由良助か」「ハハッ」「待ちかねたわやい」にかかっている。切腹を申し渡された判官は、家老の由良助が来るまではと待つが、由良助はなかなか現れない。もうこれ以上は待てないと、判官が無念のうちに小刀を腹に突き立てたそのときに、由良助は息切れぎれにその場に駆けつける。この劇的な場面に由来する成句が「遅かりし由良之助」で、ちょっと昔の人なら誰でもこれを知っていた。ここで本作の観客は言外に言い含められた「遅かりし由良之助」にニヤリとするように仕向けられているのである。
歌舞伎の人気狂言である『忠臣蔵』を題材とした落語は非常に多い。『忠臣蔵』が広く知られていることを示している。代表的な演目には「四段目」（上方では「蔵丁稚」）・「七段目」・「質屋芝居」と狂言の一幕そのものを諧謔化したもの、「中村仲蔵」のような芸談を題材としたもの、「二八浄瑠璃」「辻八卦」など噺の一部に使用されているもの、「天川屋義平」などのバレネタもの、などに分類される。

## 鑑賞
本作は話術もさながら、淀五郎演ずる判官の切腹の様が、仲蔵の示唆により見違えるように上手くなる様子を演じられなければならないため、演者に歌舞伎の知識と、演技力が問われる、非常に難しい演目である。